# دارن بالمفورت
دارن بالمفورت (انگلیسی: Darren Balmforth؛ زادهٔ ۱۶ october ۱۹۷۲ (۵۲ سال)) ورزشکار روئینگ اهل استرالیا است.
وی در مسابقات کشوری و بین‌المللی در مجموع برندهٔ ۱ مدال طلا، ۲ مدال نقره، ۱ مدال برنز شده‌است.